# Tiberiu Popoviciu Informatikai Líceum
A kolozsvári Tiberiu Popoviciu Informatikai Líceum a város egyik viszonylag új, de jó szinten oktató középiskolája.

## Története
1971-ben alapították, az azonos profillal rendelkező bukaresti, jászvásári és temesvári középiskolákkal egyidőben. 1973-ig ezeknek az iskoláknak Liceu pentru Prelucrarea Automata a Datelor (Automatikus Adatfeldolgozási Líceum) volt a neve, majd Informatikai Líceum néven működtek. A kolozsvári iskola kezdetben a Szépművészeti Múzeum egyik (Király utcai) épületében kapott helyet, majd 1976-ban felépült saját épülete a Tordai-úton. 1977-ben adták át a 200-200 férőhelyes fiú- és lánykollégiumot, az étkezdét, valamint a tornatermet is.
Az 1980-as években az iskola profilját kibővítették az elektrotechnikával és elektronikával, de 1991-ben visszatértek az eredeti oktatási szerkezethez. 1996 óta az iskola elméleti típusú líceumként működik, matematika-informatika szakkal.

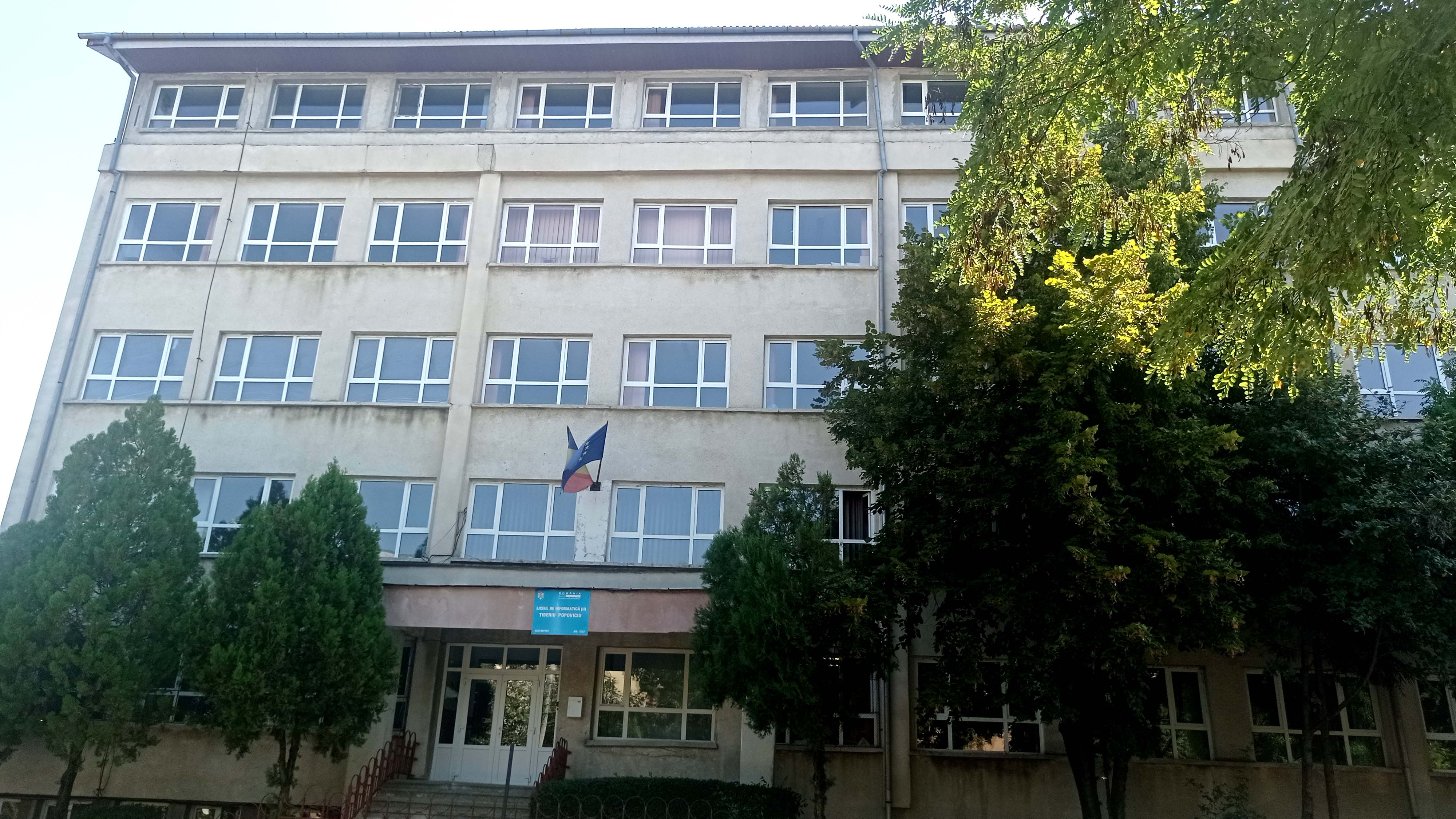
A Hajnal utcai épület

1993-ban az iskola felvette Tiberiu Popoviciu román matematikus nevét, aki a Babeș–Bolyai Tudományegyetem professzora és akadémikus volt, és egyike a romániai informatika megalapozóinak.
A líceum újabban általános iskolai osztályokkal is rendelkezik. Az elemi osztályok a Hajnal utca 27. szám alatti épületben vannak.
1989 előtt volt olyan felvételi vizsga a 9. osztályba, amikor a legkisebb átlag, amivel bejutott egy felvételiző 9,73 volt a lehetséges 10-ből (összesen 4 osztály indult). Az 1970-es években volt olyan érettségiző osztály, amelyből minden diák (kemény felvételi után) bejutott valamelyik egyetemre.

## Igazgatók
| Időszak    | Név                  |
| ---------- | -------------------- |
| 1971-1972  | Sever-Aurel Groze    |
| 1972-1990  | Aurel Clamba         |
| 1990-1996  | Mihail Hudrea        |
| 1996-2007  | Roland-Hans Kentsch  |
| 2007-2016  | Simona Haidu         |
| 2016-2019  | Ana-Felicia Vălean   |
| 2019-2020  | Amalia-Ramona Gurzău |
| 2020 -2022 | Lia-Marinela Macra   |
| 2022-      | Silviu-Cristian Rad  |

## Híres tanárok
- Furdek Attila – matematika
- Hudrea Mihai – matematika
- Ionescu Klára – informatika
- Mastan Elena  – fizika
- Lelijak Ambrozie – matematika
- Nagy Mária – fizika
- Rancea Doina – informatika